# Raniero de Austria
Raniero de Austria-Toscana (en alemán: Rainer von Österreich-Toskana; Agram, 21 de noviembre de 1895-Viena, 25 de mayo de 1930) fue un miembro de la rama Toscana de la Casa de Habsburgo-Lorena. Fue un archiduque de Austria y príncipe de Toscana por nacimiento. Era el hijo mayor del archiduque Leopoldo Salvador de Austria-Toscana. Sirvió como oficial del ejército austriaco durante la Primera Guerra Mundial. Tras la caída de la dinastía, permaneció en Viena y trabajó por un tiempo como taxista. Murió soltero a los 34 años de sepsis.

## Biografía
Raniero nació en Agram (el nombre alemán para lo que es ahora la ciudad de Zagreb, en Croacia), siendo el cuarto vástago e hijo mayor del archiduque Leopoldo Salvador de Austria, príncipe de Toscana, y de la Infante de España Blanca de Borbón (hija de Carlos, duque de Madrid).
Durante la Primera Guerra Mundial, Raniero sirvió como teniente de artillería en el ejército austrohúngaro.  Después de la caída de la monarquía y el establecimiento de la Primera República austriaca, renunció a sus derechos al trono para poder permanecer en Austria, reconociendo la república a diferencia de casi toda su familia que tuvo que migrar. Desde entonces utilizó el nombre Raniero Habsburgo. Vivió en un apartamento en el Palacio Toscana, pero también tuvo propiedades en Zagreb, en Galitzia, y en Hernstein.
En Viena, Raniero trabajo en un garaje. También organizó un sistema para que los carretes de películas pudieran ser transportados en motocicleta de un cine a otro, permitiendo que más de un cine compartiera la misma película.
En mayo de 1921, hubo protestas en contra de Raniero en el castillo de Hernstein. En agosto de ese mismo año fue arrestado en Liubliana (entonces en Yugoslavia, ahora en Eslovenia) por viajar con un pasaporte falso.

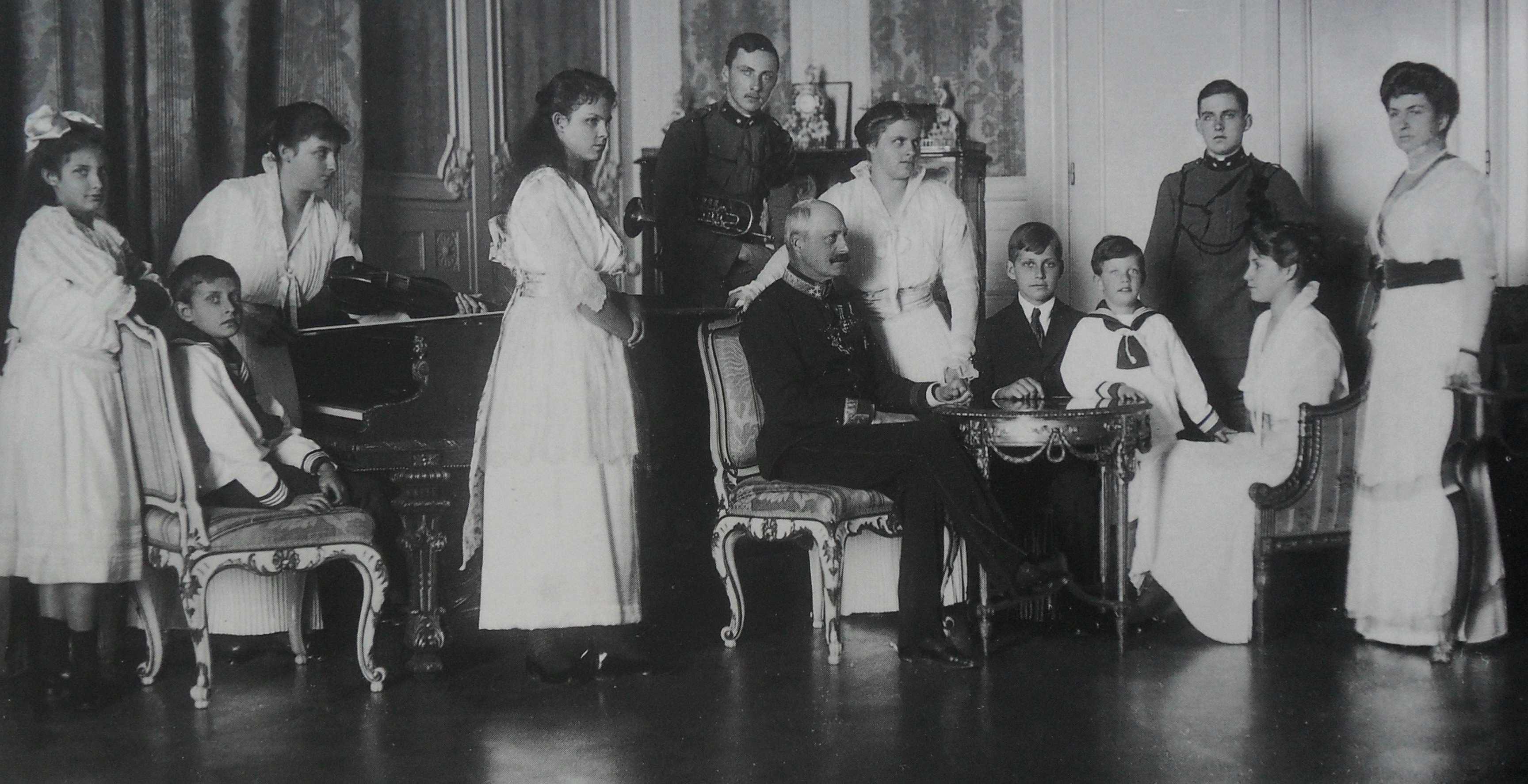
Raniero y su familia en 1915.

El 6 de abril de 1922, Raniero y su padre estuvieron presentes en el réquiem celebrado en la catedral de San Esteban en Viena por el alma del emperador Carlos I de Austria. Según se dice, encabezaron una manifestación al grito de "Abajo la República", y marcharon hacia el Parlamento austriaco, reclamando que la bandera fuera bajada a media asta en honor del antiguo soberano.
En 1930, Raniero murió en el Hospital Wiedner de Viena debido a los efectos de un envenenamiento de sangre; tenía 34 años. Sus restos fueron enterrados en la Cripta Imperial de la Iglesia de los Capuchinos, en Viena. Fue el primer miembro de la familia imperial en ser enterrado en la cripta desde el emperador Francisco José I de Austria en 1916. Entre aquellos presente en el funeral estuvieron sus padres, los archiduques Leopoldo Salvador y Blanca; su tío paterno, el archiduque Francisco Salvador de Austria, con sus hijos, Humberto Salvador y Clemente; el tío de su madre, el infante Alfonso Carlos de Borbón y su esposa, María de las Nieves de Portugal; y el doctor Ignacio Seipel (antiguo canciller de Austria).
En 1962, el sarcófago de Raniero fue trasladado a la Neue Gruft (Cripta Nueva), donde descansa al lado del de su padre.

## Ancestros
|  |                                            |  |  |  |  |  |  |  |  |  |  |  |  |  |  |  |
|  | 8. Leopoldo II de Toscana                  |  |  |  |  |  |  |  |  |  |  |  |  |  |  |  |
|  |                                            |  |  |  |  |  |  |  |  |  |  |  |  |  |  |  |
|  |                                            |  |  |  |  |  |  |  |  |  |  |  |  |  |  |  |
|  | 4. Carlos Salvador de Austria-Toscana      |  |  |  |  |  |  |  |  |  |  |  |  |  |  |  |
|  |                                            |  |  |  |  |  |  |  |  |  |  |  |  |  |  |  |
|  |                                            |  |  |  |  |  |  |  |  |  |  |  |  |  |  |  |
|  | 9. María Antonieta de Borbón-Dos Sicilias  |  |  |  |  |  |  |  |  |  |  |  |  |  |  |  |
|  |                                            |  |  |  |  |  |  |  |  |  |  |  |  |  |  |  |
|  |                                            |  |  |  |  |  |  |  |  |  |  |  |  |  |  |  |
|  | 2. Leopoldo Salvador de Austria-Toscana    |  |  |  |  |  |  |  |  |  |  |  |  |  |  |  |
|  |                                            |  |  |  |  |  |  |  |  |  |  |  |  |  |  |  |
|  |                                            |  |  |  |  |  |  |  |  |  |  |  |  |  |  |  |
|  | 10. Fernando II de las Dos Sicilias        |  |  |  |  |  |  |  |  |  |  |  |  |  |  |  |
|  |                                            |  |  |  |  |  |  |  |  |  |  |  |  |  |  |  |
|  |                                            |  |  |  |  |  |  |  |  |  |  |  |  |  |  |  |
|  | 5. María Inmaculada de Borbón-Dos Sicilias |  |  |  |  |  |  |  |  |  |  |  |  |  |  |  |
|  |                                            |  |  |  |  |  |  |  |  |  |  |  |  |  |  |  |
|  |                                            |  |  |  |  |  |  |  |  |  |  |  |  |  |  |  |
|  | 11. María Teresa de Austria-Teschen        |  |  |  |  |  |  |  |  |  |  |  |  |  |  |  |
|  |                                            |  |  |  |  |  |  |  |  |  |  |  |  |  |  |  |
|  |                                            |  |  |  |  |  |  |  |  |  |  |  |  |  |  |  |
|  | 1. Raniero de Austria                      |  |  |  |  |  |  |  |  |  |  |  |  |  |  |  |
|  |                                            |  |  |  |  |  |  |  |  |  |  |  |  |  |  |  |
|  |                                            |  |  |  |  |  |  |  |  |  |  |  |  |  |  |  |
|  | 12. Juan de Borbón, conde de Montizón      |  |  |  |  |  |  |  |  |  |  |  |  |  |  |  |
|  |                                            |  |  |  |  |  |  |  |  |  |  |  |  |  |  |  |
|  |                                            |  |  |  |  |  |  |  |  |  |  |  |  |  |  |  |
|  | 6. Carlos de Borbón, duque de Madrid       |  |  |  |  |  |  |  |  |  |  |  |  |  |  |  |
|  |                                            |  |  |  |  |  |  |  |  |  |  |  |  |  |  |  |
|  |                                            |  |  |  |  |  |  |  |  |  |  |  |  |  |  |  |
|  | 13. María Beatriz de Austria-Este          |  |  |  |  |  |  |  |  |  |  |  |  |  |  |  |
|  |                                            |  |  |  |  |  |  |  |  |  |  |  |  |  |  |  |
|  |                                            |  |  |  |  |  |  |  |  |  |  |  |  |  |  |  |
|  | 3. Blanca de Borbón                        |  |  |  |  |  |  |  |  |  |  |  |  |  |  |  |
|  |                                            |  |  |  |  |  |  |  |  |  |  |  |  |  |  |  |
|  |                                            |  |  |  |  |  |  |  |  |  |  |  |  |  |  |  |
|  | 14. Carlos III de Parma                    |  |  |  |  |  |  |  |  |  |  |  |  |  |  |  |
|  |                                            |  |  |  |  |  |  |  |  |  |  |  |  |  |  |  |
|  |                                            |  |  |  |  |  |  |  |  |  |  |  |  |  |  |  |
|  | 7. Margarita de Borbón-Parma               |  |  |  |  |  |  |  |  |  |  |  |  |  |  |  |
|  |                                            |  |  |  |  |  |  |  |  |  |  |  |  |  |  |  |
|  |                                            |  |  |  |  |  |  |  |  |  |  |  |  |  |  |  |
|  | 15. Luisa de Francia                       |  |  |  |  |  |  |  |  |  |  |  |  |  |  |  |
|  |                                            |  |  |  |  |  |  |  |  |  |  |  |  |  |  |  |
|  |                                            |  |  |  |  |  |  |  |  |  |  |  |  |  |  |  |